# アブラハム・ロビンソン

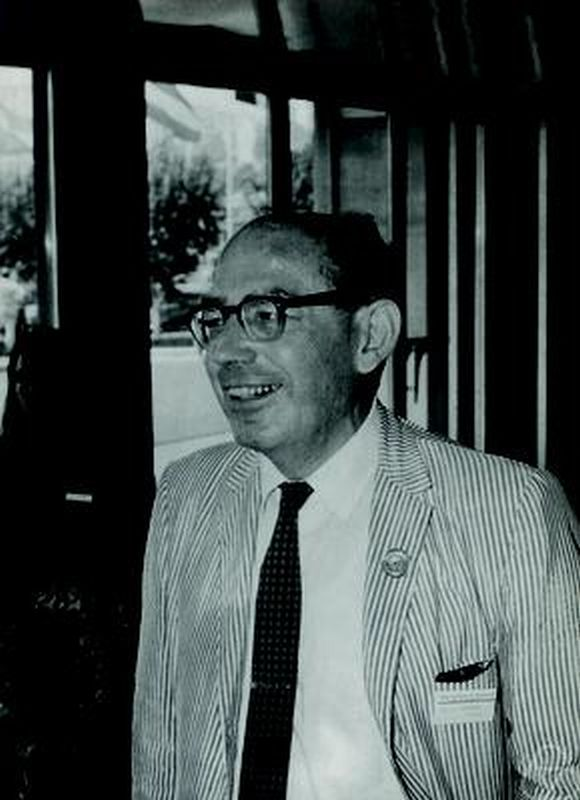
アブラハム・ロビンソン

アブラハム・ロビンソン（Abraham Robinson, 1918年10月6日 - 1974年4月11日）は、ドイツ出身の数学者・論理学者。専門は数理論理学、モデル理論。
ドイツ帝国のヴァルデンブルク（現在のポーランド・ヴァウブジフ）でシオニストの家庭に生まれた。1933年にイギリス委任統治領パレスチナへ移住し、ヘブライ大学で最初の学位を取得した。第二次世界大戦中はロンドンで自由フランス空軍に参加し、空気力学と戦闘機の翼型の専門家として活動した。
戦後は、ロンドン、トロント、エルサレムを経てアメリカ合衆国へ渡り、1962年までカリフォルニア大学ロサンゼルス校で教鞭を執った後、1967年からイェール大学で教鞭を執った。
ライプニッツ流の無限小や無限大を合理化した超準解析を考え出した。1973年ブラウワー・メダル受賞。
1974年4月11日、コネチカット州ニューヘイブンで肝臓癌のため死去。55歳没。